# 上海市经济和信息化委员会
上海市经济和信息化委员会（上海市无线电管理局），简称上海市经信委，主要负责促进上海全市的工业以及社会信息化。对于上海的国民经济信息化的发展制定行政法规、法律、规章、方针和政策的行政机构。是上海市人民政府组成部门之一。

## 机构设置

### 委机关内设机构
- 党委办公室
- 干部处
- 组织处（统战处）
- 宣传处
- 老干部处
- 机关党委
- 系统工会
- 系统团工委
- 办公室
- 政策研究和法规处
- 人事教育处
- 财务审计处
- 综合规划处
- 经济运行处（电力处）
- 产业投资处
- 产业园区和结构调整处
- 对外经济发展协调处
- 央企服务处
- 技术进步处
- 智能制造推进处
- 新材料处
- 重大装备产业处
- 节能与综合利用处
- 生产性服务业处
- 都市产业处（创意与设计产业处）
- 电子信息产业处
- 生物医药产业处
- 软件和信息服务业处
- 信息基础设施管理处
- 信息化推进处（大数据发展处）
- 人工智能发展处
- 台站管理处
- 频率管理处
- 执法稽查处

## 领导人
- 主任：吴金城
- 党委副书记：张义
- 纪检监察组组长：陈荣标
- 副主任：
  - 戎之勤
  - 阮力
  - 张英
  - 刘平
  - 汤文侃
- 总工程师：张宏韬
- 一级巡视员：傅新华